# The High Roller

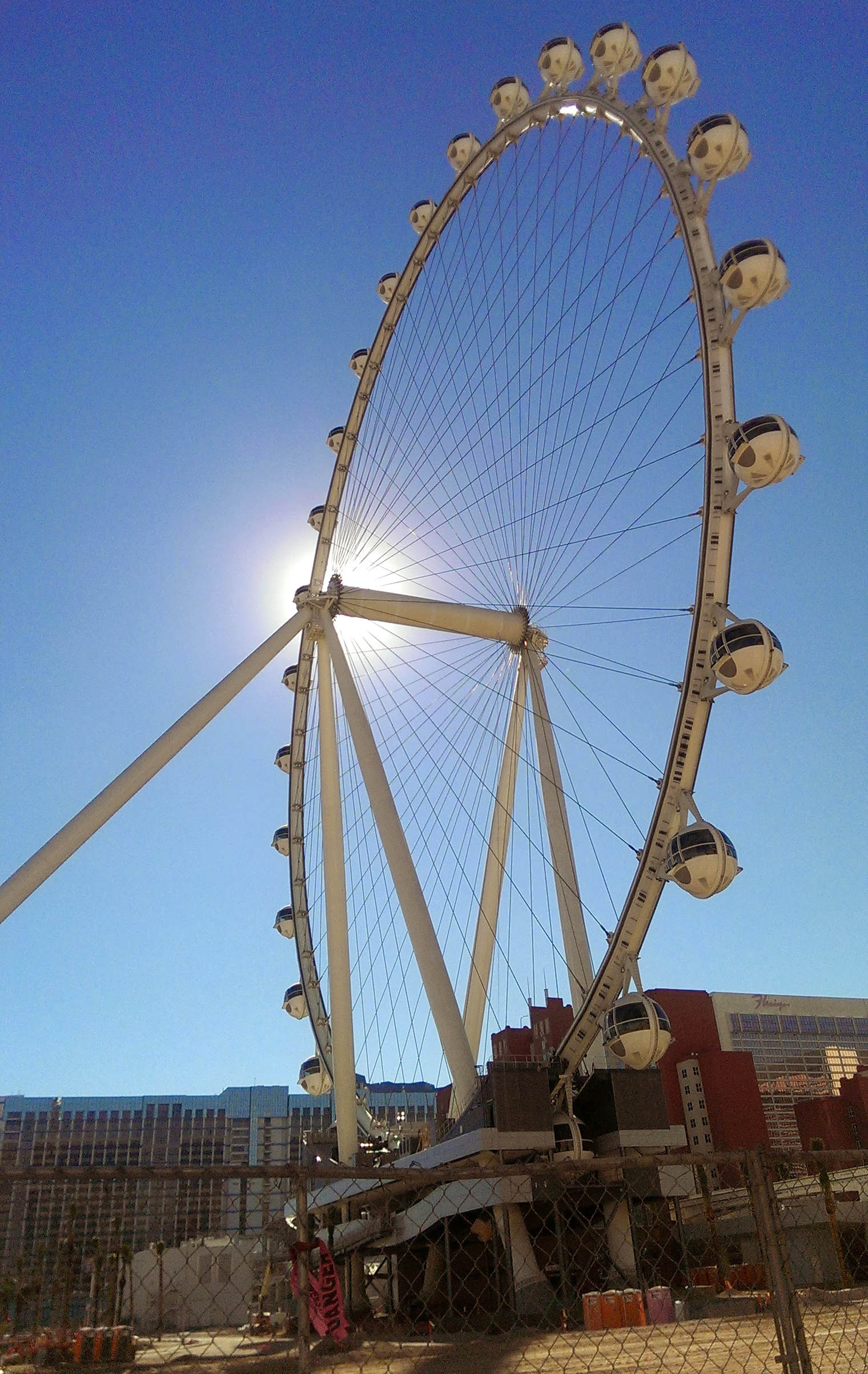
Die Baustelle von High Roller im Januar 2014

The High Roller im Vergnügungskomplex The LINQ am Las Vegas Strip in Nevada ist mit einer Höhe von 167 Metern nach dem Ain Dubai das derzeit zweithöchste Riesenrad der Welt.
Der Bau des Rades begann Ende 2011 und fand an mehreren Standorten auf der ganzen Welt statt, darunter China, Japan, Frankreich, Schweden, Italien, Niederlande, Deutschland, Colorado, Kalifornien und Las Vegas. Endmontage der Anlage mit einem Durchmesser von 158,5 Metern war 2012. Am 1. April 2014 wurde das Riesenrad exakt einen Monat nach der Eröffnung von The Linq eröffnet. The High Roller ist um 2,7 Meter höher als der 2008 eröffnete damalige Rekordhalter Singapore Flyer, der eine Höhe von 165 Metern aufweist. Das Rad wird mit mehr als 2.000 LED-Leuchten beleuchtet.